# Pristimantis pardalis
Espèce
Synonymes
- Syrrhopus pardalis Barbour, 1928
- Eleutherodactylus pardalis (Barbour, 1928)

Statut de conservation UICN

 NT : Quasi menacé
Pristimantis pardalis est une espèce d'amphibiens de la famille des Craugastoridae.

## Répartition
Cette espèce se rencontre entre 50 et 1 450 m d'altitude dans l'ouest du Panama et dans le sud du Costa Rica,.

## Publication originale
- Barbour, 1928 : New Central American frogs. Proceedings of the New England Zoological Club, vol. 10, p. 25–31.